# Edvard Frisk
Edvard Frisk, född 13 juli 1819 i Stockholm, död 9 juli 1893 på Helenedal, Hudiksvall, Gävleborgs län, var en svensk direktör och riksdagsman. 
Frisk flyttade med föräldrarna till Hudiksvall 1824, anställdes i handel 1834, anlade 1841 en tobaksfabrik i Hudiksvall, där han dessutom bedrev tändstickstillverkning, trävarurörelse och skeppsrederiaffär. Han var delägare i Stocka sågverk 1855–1863, ledamot i styrelsen för Filialbanken i Hudiksvall 1854–1874, ledamot i centralstyrelsen för Helsinglands Enskilda Bank från 1874 och ordförande i styrelsen för samma banks avdelningskontor i Hudiksvall och ledamot i styrelsen för Helsinglands städers hypoteksförening och i styrelsen för Hudiksvalls Trävaru AB. Han stiftade Sågverksägarnes garantiförening 1879. Han var även kommunal- och landstingsman. Han var ledamot av riksdagens första kammare för Gävleborgs län 1867–1877, suppleant i tillfälligt utskott 1870, 1872 och 1874, ledamot i tillfälligt utskott 1871, suppleant i lagutskottet 1873 och 1877 och suppleant i särskilt utskott 1877.